# Cal Robles
Cal Robles és una casa del poble de la Jonquera, inclosa en l'Inventari del Patrimoni Arquitectònic de Catalunya.
És de planta rectangular i consta de planta baixa i dos pisos amb coberta terrassada. Davant de la casa s'estén un petit jardí tancat al carrer per un mur de pedra amb reixes de ferro forjat. La façana de la casa es divideix en tres cossos clarament diferenciats: el central, al que s'accedeix mitjançant una petita escalinata té en la primera planta la porta d'entrada. Els dos pisos d'aquest cos central tenen tres finestres cada un, que donen a dues balconades de ferro. Els cossos laterals sobresurten respecte al central, oferint l'aparença de dues torres que el flanquegen. A cada pis s'obre una finestra, protegides amb guardapols les dels pisos mentre les de la planta queden emmarcades per un frontó triangular d'inspiració clàssica. Els murs de la casa han estat arrebossats. L'edifici presenta un seguit d'elements decoratius (frontons clàssics, motllures) i estructurals (triple arcada de l'entrada) que permeten incloure'l dins el moviment historicista del segle xix.